# Updorf
Updorf ist ein Teil des Wittmunder Stadtteils Willen. Er hat rund 500 Einwohner und grenzt an die Bundesstraße 210.

## Geschichte
Updorf wurde bereits im 15. Jahrhundert besiedelt. 1690 wurde Updorf das erste Mal erwähnt. Bereits 1730 konnte man es auf der Karte sehen. 1862 schloss es sich der Gemeinde Willen an. Die Gemeinde Willen, zu der Leegeroarf gehörte, wurde am 16. August 1972 nach Wittmund eingemeindet. 1990 feierte Updorf sein 300-jähriges Bestehen.

## Lage
Updorf liegt 200 m südlich von Wittmund und zwei Kilometer östlich von Willen.

## Liste der Updorfer Gemeindevorsteher
Die in Klammern stehende Zahl zeigt die Regierungszeit an.
- Johann Brökers Husmann (1820–1842)
- J.O. Janssen, 1843–1848 auch von Willen (1842–1850)
- Johann H. Janssen (1850–1854) (gemeinschaftlich 1853–1854)
- Christiane Pannbecker (1853–1862) (gemeinschaftlich 1853–1854)